# 李同捷
李同捷（？—829年），橫海節度使李全略之子。
敬宗寶歷二年（826年）三月，李全略去世，李同捷自為留後。大和元年（827年）三月一日遣掌书记崔从长和其弟李同志、李同巽入朝，请求归附。五月十五日，文宗命天平節度使烏重胤为横海节度使，李同捷改为兖海节度使。同捷知其有詐，拒不奉诏。七月二十五日，武宁节度使王智兴以三萬兵馬讨伐李同捷。成德节度使王廷凑支援李同捷。乌重胤多次率军击破李同捷军，十一月八日乌重胤病死。大和三年（829年）四月橫海節度使李祐攻陷德州（今山东陵县），城中將卒三千餘人奔鎮州。諸道軍逼滄州（河北），李同捷向李祐請降，李祐遣大將萬洪入滄州撫眾。諫議大夫柏耆受詔宣慰行營，並將李同捷押往長安。四月二十六日，行至将陵县，柏耆怕王廷凑攔截，将李同捷斩杀，传首京城。唐文宗赦免李同捷母孙氏、妻崔氏、子李元逵，置于湖南；不是孙氏所生的李同志、李同巽也没有被杀，但与他们的母亲一同被放逐。经过这些战事后，横海遍地白骨，人口仅剩三四成。

## 延伸阅读
[在维基数据编辑]
 《新唐書·卷213》，出自《新唐書》